# Bundeszentrale für politische Bildung

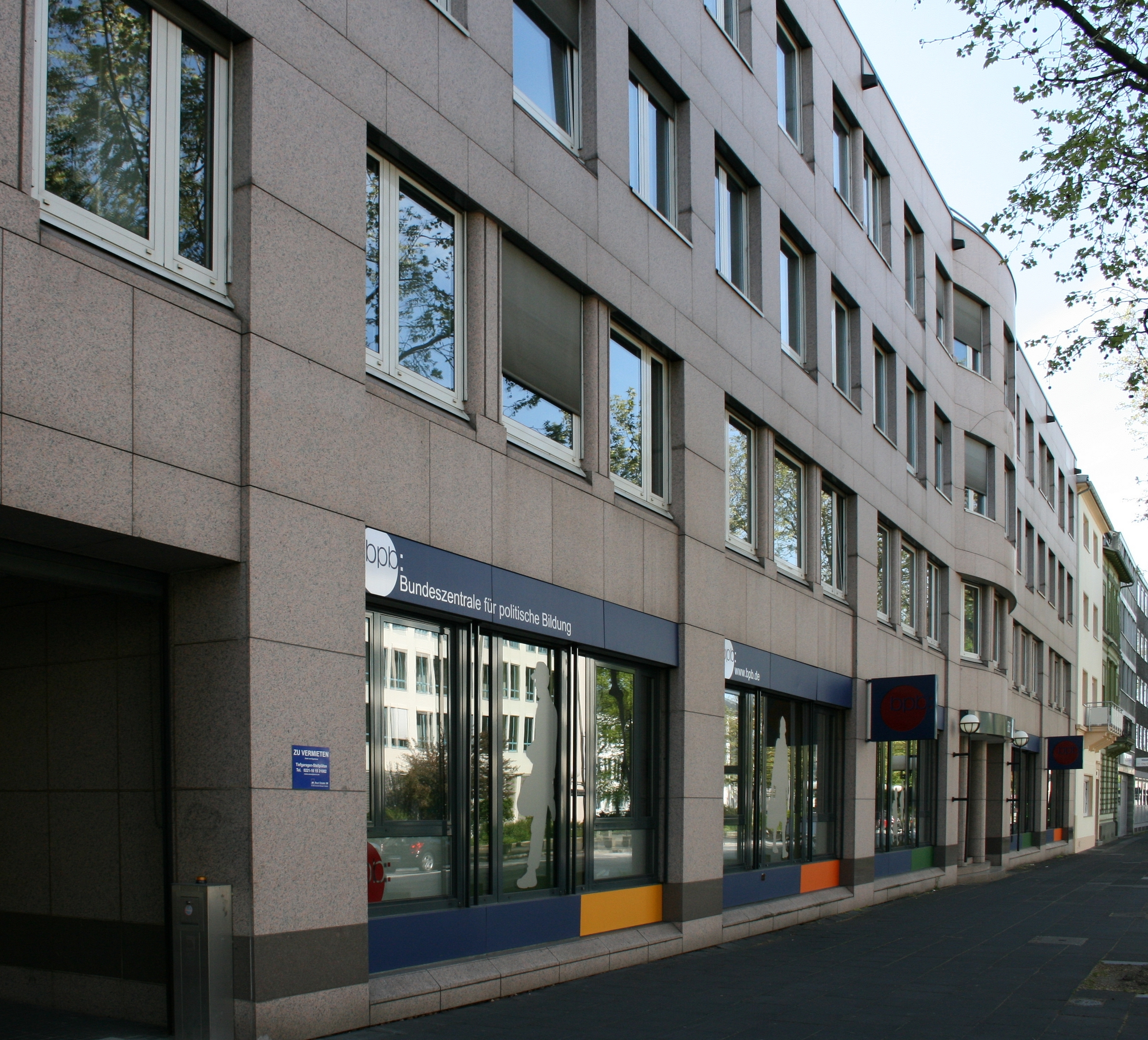
Das ehemalige Gebäude der Bundeszentrale in Bonn

Die Bundeszentrale für politische Bildung (bpb) ist eine Bundesoberbehörde im Geschäftsbereich des Bundesministerium des Innern mit Sitz in Bonn. Sie wurde 1952 als Bundeszentrale für Heimatdienst in der Bundesrepublik Deutschland gegründet. Den heutigen Namen trägt sie seit 1963. Die bpb unterhält Medienzentren in Bonn, Berlin und Gera. Seit Juni 2000 ist Thomas Krüger Präsident der bpb.

## Aufgabe
Die Landeszentralen und die Bundeszentrale für politische Bildung arbeiten an der Schnittstelle zwischen Staat, Politik, Bildungsinstitutionen, Wissenschaft und Medien. Ihr Wirkungsspektrum umfasst die außerschulische politische Jugend- und Erwachsenenbildung, wie auch die politische Bildung in der Schule. Sie arbeiten im öffentlichen Auftrag und orientieren sich dabei an den Prinzipien des Pluralismus, der Kontroversität und der Rationalität.
Im  Münchner Manifest vom 26. Mai 1997 wurden die Ziele der politischen Bildung konkretisiert, amtlich definiert sind die Aufgaben im Erlass über die Bundeszentrale für politische Bildung vom 24. Januar 2001. Darin heißt es im § 2:

„Die Bundeszentrale hat die Aufgabe, durch Maßnahmen der politischen Bildung Verständnis für politische Sachverhalte zu fördern, das demokratische Bewusstsein zu festigen und die Bereitschaft zur politischen Mitarbeit zu stärken.“

§ 6 Abs. 1 des Erlasses über die Bundeszentrale für politische Bildung besagt, dass die politisch ausgewogene Haltung und die politische Wirksamkeit der Arbeit der Bundeszentrale von einem aus 22 Mitgliedern des Deutschen Bundestages bestehenden Kuratorium kontrolliert werden.

### Aufbau
Es gibt einen Präsidenten der Bundesbehörde. Ihn unterstützen ein zwölfköpfiger Wissenschaftlicher Beirat und ein Kuratorium, das aus 22 Bundestagsabgeordneten besteht.

## Geschichte

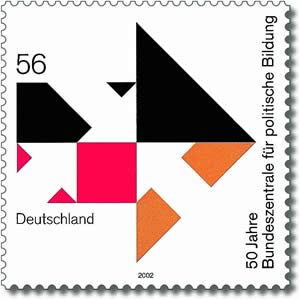
50 Jahre bpb: deutsche Briefmarke von 2002

Die Bundeszentrale wurde 1952 als Bundeszentrale für Heimatdienst gegründet, um einen deutschen Beitrag zur Erziehung zur Demokratie (Reorientation) zu leisten. Der Name war eine Anlehnung an die „Reichszentrale für Heimatdienst“ der Weimarer Republik, die selbst aus der im Frühjahr 1918 gegründeten „Zentralstelle für Heimatdienst“ hervorgegangen war. Während die Zentralstelle die Widerstandskraft der Bevölkerung während des Ersten Weltkrieges stärken sollte, bekam die Reichszentrale 1919 den Auftrag, demokratisches Bewusstsein zu fördern und Kenntnisse über die parlamentarische Demokratie zu vermitteln.
Die Institutionalisierung der Zentralen für politische Bildung sowohl auf der Ebene der Länder als auch auf der Ebene des Bundes ist das Ergebnis der Erfahrungen mit dem Zusammenbruch der Weimarer Demokratie und der darauf folgenden nationalsozialistischen Diktatur. Ihre Wurzel liegt aber auch in der Reeducation-Politik der westlichen Alliierten nach 1945 mit dem Ziel der „Umerziehung“ der Deutschen zur Demokratie. Es gab aber auch Bemühungen von Bürgern selbst, Demokratie zu lehren und zu lernen. So schlossen sich z. B. im Gebiet des heutigen Baden-Württemberg und in Rheinland-Pfalz Bürgerinnen und Bürger in Vereinen zusammen, um der zarten Pflanze Demokratie zum Wachstum zu verhelfen.
Ihr Angebot entwickelt die Bundeszentrale im Dialog mit Gesellschaft, Wissenschaft und Politik und orientiert die thematischen Schwerpunkte an aktuellen gesellschaftspolitischen Fragestellungen. So war der Antikommunismus in den Anfangsjahren prägend. Diese führte am 28. November 1957 (Erlass) auf Initiative des Bundesinnenministeriums zur Gründung des Ostkollegs in Köln, das später nach Brühl verlegt wurde. Im Erlass wurde das Kolleg beauftragt, „durch Studientagungen zur geistig-politischen Auseinandersetzung mit dem internationalen Kommunismus“ beizutragen. Später wurde die Einrichtung in „Ost-West-Kolleg“ umbenannt und diente vor allem dem Dialog mit den mittel- und osteuropäischen Staaten. Seit 2003 hieß das Ost-West-Kolleg nur noch „KonferenzCentrum Brühl“ und wurde zum 1. September 2004 aufgelöst.
Ein Erlass, dem zufolge politische Bildung nur „im deutschen Volk“ stattzufinden habe, wurde 2001 geändert. Die bpb entwickelte ihr Angebot daraufhin im Sinne einer interkulturellen Öffnung weiter, um auch junge Menschen aus Einwandererfamilien zu erreichen und politische Bildungsangebote gemeinsam mit ihnen zu gestalten.
2002 führte die Politikwissenschaftlerin Gudrun Hentges ein erstes Forschungsprojekt über die Geschichte der Bundeszentrale für politische Bildung durch und veröffentlichte die Ergebnisse unter dem Titel Staat und politische Bildung: Die Bundeszentrale für Heimatdienst bzw. Bundeszentrale für politische Bildung im Spannungsfeld zwischen Propaganda, Public Relations und politischer Bildung. Anlässlich des 60-jährigen Jubiläums der Bundeszentrale im November 2012 führte sie mit Klaus Pokatzky, Deutschlandradio Kultur, ein Gespräch über „Propaganda, Public Relations und politische Aufklärung“. Am 14. Dezember 2012 ist ihre Monographie Staat und politische Bildung: Von der „Zentrale für Heimatdienst“ zur „Bundeszentrale für politische Bildung“ (mit einem Vorwort von Christoph Butterwegge) im Verlag Springer VS erschienen. Am 6. November 2012 erschien in der Beilage Aus Politik und Zeitgeschichte der Zeitung Das Parlament ihr Artikel Neuanfang staatlicher politischer Bildung: Die Bundeszentrale für Heimatdienst 1952–1963. Die Veröffentlichung wird vom Rezensenten Detlef Kühn in der Frankfurter Allgemeinen Zeitung als einseitig bewertet.
Anknüpfend an eine Initiative von Bundesinnenminister Seehofer, mehr Behörden in Ostdeutschland anzusiedeln, wurde im Juli 2020 beschlossen, dass die Bundeszentrale neben den bisherigen Standorten in Bonn (Hauptsitz) und Berlin eine neue Nebenstelle in der thüringischen Stadt Gera erhält. Die im August 2021 eröffnete Außenstelle widmet sich schwerpunktmäßig der politischen Bildung in ländlichen Regionen. Dies soll insbesondere durch aktivierende und beteiligungsorientierte Veranstaltungsformate und aufsuchende politische Bildung erfolgen. Zudem sind in Gera die drei neuen Fachbereiche „Politische Bildung in Veränderungsprozessen“, „Politische Bildung und plurale Demokratie“ sowie „Politische Bildung und Soziale Medien angesiedelt“. Am neuen Standort in Gera sollen künftig rund 40 Beschäftigte tätig sein.
Im Januar 2024 wurden die beiden vorigen Standorte in Bonn zusammengefasst und sind seitdem am Bundeskanzlerplatz angesiedelt.

## Behördenleitung
- 1952–1969: Paul Franken (parteilos)
- 1969–1976: Hans Stercken (CDU)
- 1976–1992: Franklin Schultheiß (SPD)
- 1992–2000: Günter Reichert (CDU)
- seit 2000: Thomas Krüger (SPD)

## Haushalt
Zur Finanzierung ihrer Aufgaben standen der Bundeszentrale im Haushaltsjahr 2013 37,8 Millionen Euro zur Verfügung. Für Printprodukte gab sie 9,3 Millionen Euro aus, für Veranstaltungen 7,2 Millionen Euro, für Online- und Multimediaprodukte 5,7 Millionen Euro. Das verausgabte Haushaltsbudget betrug 2014 43 Mio.€, 2015 46,7 Mio.€ und 2016 50,2 Mio.€. Ebenso stieg der Anteil der Sachausgaben in diesem Zeitraum von 66,5–68,3 %. Zu erklären ist das Ansteigen des Budgets mit dem steigenden Bedarf politischer Bildungsarbeit innerhalb der deutschen Bevölkerung.
Von 2016 bis 2022 stieg der Haushalt der Bundeszentrale pro Jahr durchschnittlich um 5,8 Mio.€ auf 90,9 Mio.€ im Haushaltsjahr 2022 an. Für das Haushaltsjahr 2024 plant die Bundesregierung mit einer Reduzierung des Haushalts um 20 Mio.€ auf insgesamt nur noch 76 Mio.€. Laut Bundesinnenministerium biete der Haushaltsentwurf dennoch die Gewähr dafür, dass die Arbeit in allen Politikbereichen fortgeführt werden könne.

## Schwerpunkte der Arbeit
Die bpb verfolgt die Ziele politischer Bildung über Angebote in folgenden Bereichen:
- Tagungen, Seminare, Foren, Kongresse und Studienfahrten
- Publikationen zu wichtigen Themen
- Lehr- und Lernmittel zur politischen Bildung
- Entwicklung neuer Methoden und Nutzung neuer Informationsvermittlungstechniken
- Ausstellungen und Wettbewerbe
- Aufbau und Koordination eines „Netzwerks der politischen Bildung“
- Unterstützung und Förderung eines pluralistischen Bildungsangebots

### Publikationen
Die bpb verlegt in dreimonatlichem Abstand die Informationen zur politischen Bildung (bekannt als „Schwarze Hefte“) und die wöchentlich erscheinende Zeitschrift Aus Politik und Zeitgeschichte (APuZ). Die APuZ beschäftigen sich in ihren Ausgaben schwerpunktmäßig in Fachaufsätzen und Essays mit einem Thema. Sie erscheinen in der Regel wöchentlich als Beilage zur Wochenzeitung Das Parlament, die von 1952 bis 2000 ebenfalls von der bpb herausgegeben wurde. Seit 2001 wird Das Parlament vom Deutschen Bundestag herausgegeben. Die Informationen zur politischen Bildung sind ebenfalls monothematisch und greifen politikwissenschaftliche, ökonomische, historische und gesellschaftliche Thematiken auf. Die Zeitschrift ist kostenlos bei der bpb zu beziehen.
Ebenfalls kostenlos für alle Bürger erhältlich ist über die bpb das Grundgesetz für die Bundesrepublik Deutschland (in deutscher, arabischer, russischer und türkischer Sprache).
Mit der Schriftenreihe bietet die Bundeszentrale schließlich Monographien und Sammelbände zu politikwissenschaftlichen, zeitgeschichtlichen, soziologischen und ökonomischen Themen an. Die Publikationen können gegen eine Pauschale, die für die meisten Titel zwischen 4,50 € und 7 € liegt, bestellt werden. 2005 hat die bpb 11,9 Millionen Euro für Druckwerke einschließlich Versand aufgewendet, die Einnahmen aus der Bereitstellungspauschale beliefen sich auf 2,7 Millionen Euro, die vorwiegend für die Refinanzierung von Nachdrucken vergriffener Titel verwendet werden.
Eine Publikation mit Rückmeldemöglichkeit ist die Ausschreibung des seit 1971 jährlich angebotenen Schülerwettbewerbs zur politischen Bildung. Inzwischen haben mehr als drei Millionen Kinder und Jugendliche die vorgeschlagenen Unterrichtsprojekte bearbeitet und ihre Ergebnisse eingeschickt. Der Schülerwettbewerb der bpb wird auch in der Deutschsprachigen Gemeinschaft Belgiens und in Österreich ausgeschrieben.
Die bpb ist zudem Herausgeber des journalistischen Service-Heftes drehscheibe, das monatlich die besten Ideen und Konzepte aus Lokalredaktionen vorstellt und Lokaljournalisten damit als Ideengeber dient. Die drehscheibe gibt es seit 1981.
Seit Oktober 2001 verantwortet die bpb auch das Jugendmagazin fluter – Magazin der Bundeszentrale für politische Bildung. Das Onlinemagazin fluter.de wird in Berlin redaktionell betreut; monatlich wechselnde Themenschwerpunkte werden in den vier Rubriken „Thema“, „Lesen“, „Film“ und „Aktuell“ vorgestellt. Das Print-Heft fluter erscheint viermal im Jahr und wird vom Berliner DUMMY Verlag produziert.
Auf der Internetseite www.hanisauland.de präsentiert die bpb seit Juni 2002 einen Comic und ein politisches Lexikon. Beides erscheint auch als Printausgabe. Zielgruppe sind Kinder zwischen 8 und 12 Jahren.
Seit 2001 publiziert die bpb jährlich den Schülerkalender „Timer“. Im Kalendarium bietet der Timer an jedem Wochentag Hintergrundinformationen aus Politik, Zeitgeschichte, Kultur und Gesellschaft sowie einen Serviceteil mit Linklisten, Landkarten und redaktionelle Artikeln. Die Auflage beträgt über 300.000 Exemplare. Der Kalender richtet sich an Schüler ab 15 Jahren.
In Kooperation mit der Robert-Havemann-Gesellschaft wurde das Multimedia-Projekt „Jugendopposition in der DDR“ gegründet, das mit seiner Internetpräsenz jugendopposition.de im Jahr 2005 den Grimme Online Award erhielt.

### Newsletter
Die Bundeszentrale für politische Bildung bietet 11 verschiedene Newsletter an, darunter die Europäische Presseschau eurotopics sowie die Sicherheitspolitische Presseschau.

### Veranstaltungen
Die bpb initiiert Symposien, Kongresse, Seminare, Studienfahrten und Veranstaltungen, um die Ziele der politischen Bildungsarbeit zu erreichen. Entweder richten sich die Veranstaltungen direkt an Bürger oder sind auf Experten sowie Multiplikatoren der politischen Bildung zugeschnitten. Sie können stets aktualisiert und dem Menüpunkt „Veranstaltungen“ der Bundeszentrale für politische Bildung eingesehen werden.

### Holocaust-Konferenzen
Neben der allgemeinen Arbeit gegen Rechtsextremismus veranstaltete die Bundeszentrale für politische Bildung seit der Holocaustleugnungskonferenz im Iran 2006 von 2006 bis 2015 Internationale Holocaust-Konferenzen:
- 2006 Der Holocaust im transnationalen Gedächtnis[35]

seit 2009 immer vom 27. bis 29. Januar unter dem Titel Internationale Konferenz zur Holocaust-Forschung
- 2009 Täterforschung im globalen Kontext[36]
- 2011 Helfer, Retter und Netzwerker des Widerstands[37]
- 2013 Volksgemeinschaft – Ausgrenzungsgemeinschaft. Die Radikalisierung Deutschlands ab 1933[38]
- 2015  Danach – Der Holocaust als Erfahrungsgeschichte 1945–1949[39]

### Förderung anerkannter Bildungsträger
Die bpb verwirklicht die Ziele politischer Bildung durch die Förderung der Arbeit von Stiftungen, Vereinen und Organisationen (freie Träger der politischen Bildung). Mehr als 300 anerkannte Bildungseinrichtungen können im Rahmen eines jährlich festgelegten Budgets für jeden Teilnehmer einer förderfähigen Maßnahme einen Pro-Kopf-Zuschuss beantragen, der unmittelbar zur Senkung der Seminargebühr zu verwenden ist.

## Kontroversen
Im September 2010 wurde die Bundeszentrale für politische Bildung durch das Bundesverfassungsgericht zu Ausgewogenheit und rechtsstaatlicher Distanz ermahnt. Im Beschluss der Kammer ging es um die Kritik der Bundeszentrale an Thesen des Politikwissenschaftlers Konrad Löw, der den Antisemitismus während des Dritten Reiches innerhalb der Bevölkerung relativierte. Zwar stehe es der Bundeszentrale zu, sich von extremen Meinungen zu distanzieren, zugleich sei sie aber stets zu Rechtsstaatlichkeit, Ausgewogenheit und Distanz verpflichtet und könne sich nicht wie ein Privater auf das Grundrecht der Meinungsfreiheit berufen. Nach Auslieferung der von der Bundeszentrale herausgegebenen Zeitschrift Deutschland-Archiv im Jahre 2004 hatte sich die Bundeszentrale bei den Abonnenten brieflich entschuldigt. Löw suchte daraufhin den Rechtsweg. Die Verfassungsrichter stellten heraus, dass mit dem abschätzigen Brief der Aufsatz als nicht mehr diskutierbar dargestellt worden sei und Löw in seinen Persönlichkeitsrechten verletzt worden sei. Die Behörde könne ihre Geschichtsinterpretation nicht als einzig legitim oder vertretbar hinstellen, hieß es zur Begründung.
„Mit viel Einsatz“ (Der Spiegel) verhinderte Peter Clever, Mitglied der Geschäftsführung der Bundesvereinigung der Deutschen Arbeitgeberverbände, dass das Buch Ökonomie und Gesellschaft in den Vertrieb ging. Der Band enthält zwölf von unterschiedlichen Autoren geschriebene „Bausteine für die schulische und außerschulische politische Bildung“ und wurde im Februar 2015 von der bpb veröffentlicht. Im Juni 2015 schrieb Clever an den Präsidenten der Bundeszentrale für politische Bildung und in Kopie an das Bundesinnenministerium, dem die Bundeszentrale formal untersteht, einen fünfseitigen Brief und äußerte sein „Befremden“ über die Publikation, da das Unternehmertum dort zu schlecht wegkäme: „Die in Ihrer Publikation transportierten ideologischen und voreingenommenen Anschuldigungen kennen wir aus interessierten Kreisen schon länger. Dass sie nun aber durch die Bundeszentrale für politische Bildung verbreitet und empfohlen werden, ist skandalös und nicht hinnehmbar.“ Das Buch entspreche „einseitiger Propaganda gegen die Wirtschaft“. Clever bat darum, das Buch in dieser Form aus dem Vertrieb zu nehmen, worauf das Innenministerium unter Thomas de Maizière (CDU) die Bundeszentrale für politische Bildung bat, den Vertrieb des Buches einzustellen. Die Deutsche Gesellschaft für Soziologie zeigte sich schockiert, der wissenschaftliche Beirat der bpb befasste sich mit dem Fall und votierte mit großer Mehrheit für eine Aufhebung des Vertriebsverbotes. Die Publikation ist seit November 2015 wieder erhältlich.
Eine weitere Intervention des Bundesinnenministeriums führte im März 2019 zu Protest. Die bpb hatte Philipp Ruch, den künstlerischen Leiter der Aktionskünstler-Gruppe Zentrum für politische Schönheit, als Redner zu ihrem 14. Bundeskongress unter dem Titel „Was uns bewegt. Emotionen in Politik und Gesellschaft“ eingeladen, musste den Künstler jedoch auf Erlass des Innenministeriums wieder ausladen. Eine Sprecherin des Innenministeriums begründete die Weisung damit, dass eine Einladung des Künstlers als staatliche Legitimation von Aktionen der Gruppe verstanden werden könne, beispielsweise der bereits vorher vom Ministerium kritisierten Aktion „Soko Chemnitz“. 10 Mitglieder der SPD-Bundestagsfraktion, auch Mitglieder des Kuratoriums der bpb, wandten sich in einem Brief an Bundesinnenminister Horst Seehofer und forderten die Wiedereinladung Ruchs, ebenso der innenpolitische Sprecher der SPD-Bundestagsfraktion, Burkhard Lischka. Konstantin Kuhle, innenpolitischer Sprecher der FDP-Fraktion, sprach von einer „Verweigerung der Diskussion“, die innenpolitische Sprecherin der Bundestagsfraktion Bündnis 90/Die Grünen Irene Mihalic von „einem Angriff auf die Meinungsfreiheit“. Auch Martina Renner, innenpolitische Sprecherin der Linksfraktion, verurteilte den Erlass: „Dass das Innenministerium per Erlass einen politisch missliebigen Künstler aus dem Programm entfernen lässt, ist kleingeistig und autoritär. In einer Demokratie sollte es möglich sein, dass auch Kunst, die dem Innenminister nicht gefällt, prominent diskutiert wird.“ Lediglich Götz Frömming, bildungspolitischer Sprecher der AfD-Bundestagsfraktion, begrüßte die Ausladung und bezeichnete die Gruppe als „Agitprop-Aktivisten“. Christian Meyer-Heidemann, Landesbeauftragter für Politische Bildung Schleswig-Holstein, bezeichnete den Eingriff im Deutschlandfunk Kultur als klaren Fall von Zensur: „Ganz unabhängig davon wie man den künstlerischen Gehalt bewertet, muss es immer möglich sein, das kritisch zu diskutieren. Dieser Diskurs wird aber durch die Ausladung unterbunden.“ Er bewertete den Eingriff in die Unabhängigkeit der bpb als Grenzüberschreitung, die Fachaufsicht werde missbräuchlich angewandt.

### Einfluss des BMI
In einem Online-Dossier der bpb wurde eine Begriffsdefinition von „Linksextremismus“ vom Politikwissenschaftler Hans-Gerd Jaschke, emeritierter Professor an der Hochschule für Wirtschaft und Recht Berlin, verwendet. Er schreibt u. a.: „Im Unterschied zum Rechtsextremismus teilen sozialistische und kommunistische Bewegungen die liberalen Ideen von Freiheit, Gleichheit, Brüderlichkeit – interpretieren sie aber auf ihre Weise um.“ Nachdem das Dossier über zehn Jahre lang online war, empörte sich ein der Jungen Union nahestehender Twitter-Nutzer, da er meinte, die kommunistischen Bewegungen teilten diese liberalen Ideen nicht. Einem Retweet des umstrittenen, ehemaligen Stasi-Gedenkstellenleiters Hubertus Knabe folgten empörte Berichte in kurzer Folge in konservativen und neurechten Medien. Das Bundesministerium des Innern, für Bau und Heimat als Vorgesetzter der bpb übte daraufhin solange Druck auf die Institution aus, bis der Satz erst geändert und schließlich ganz entfernt wurde. Das BMI veranlasste, dass stattdessen eine Definition des für den Verfassungsschutz zuständigen Referates „Öffentliche Sicherheit“ auf der Seite erscheint.
Der Wissenschaftliche Beirat und das Kuratorium der bpb wurden bei dem Vorgang nicht einbezogen. Kuratoriumsmitglied Kai Gehring (Bündnis 90/Die Grünen) stellte mit seiner Fraktion eine Kleine Anfrage an die Bundesregierung, um mehr über die Hintergründe des Eingriffs durch das BMI in Erfahrung zu bringen.